# Schnöll-Formation
Die Schnöll-Formation ist eine Formation der Adnet-Gruppe, die im Unterjura in den Nördlichen Kalkalpen abgelagert worden war.

## Bezeichnung
Die Bezeichnung Schnöll-Formation geht auf den Steinbruch Schnöll (Steinbruch XXXI – vormals in Besitz der Familie Schnöll) in Adnet zurück. Unter Schnöll verstanden die Steinbrucharbeiter traditionell die vorherrschende massive, buntfarbene Kalkfazies der Formation.

## Erstbeschreibung

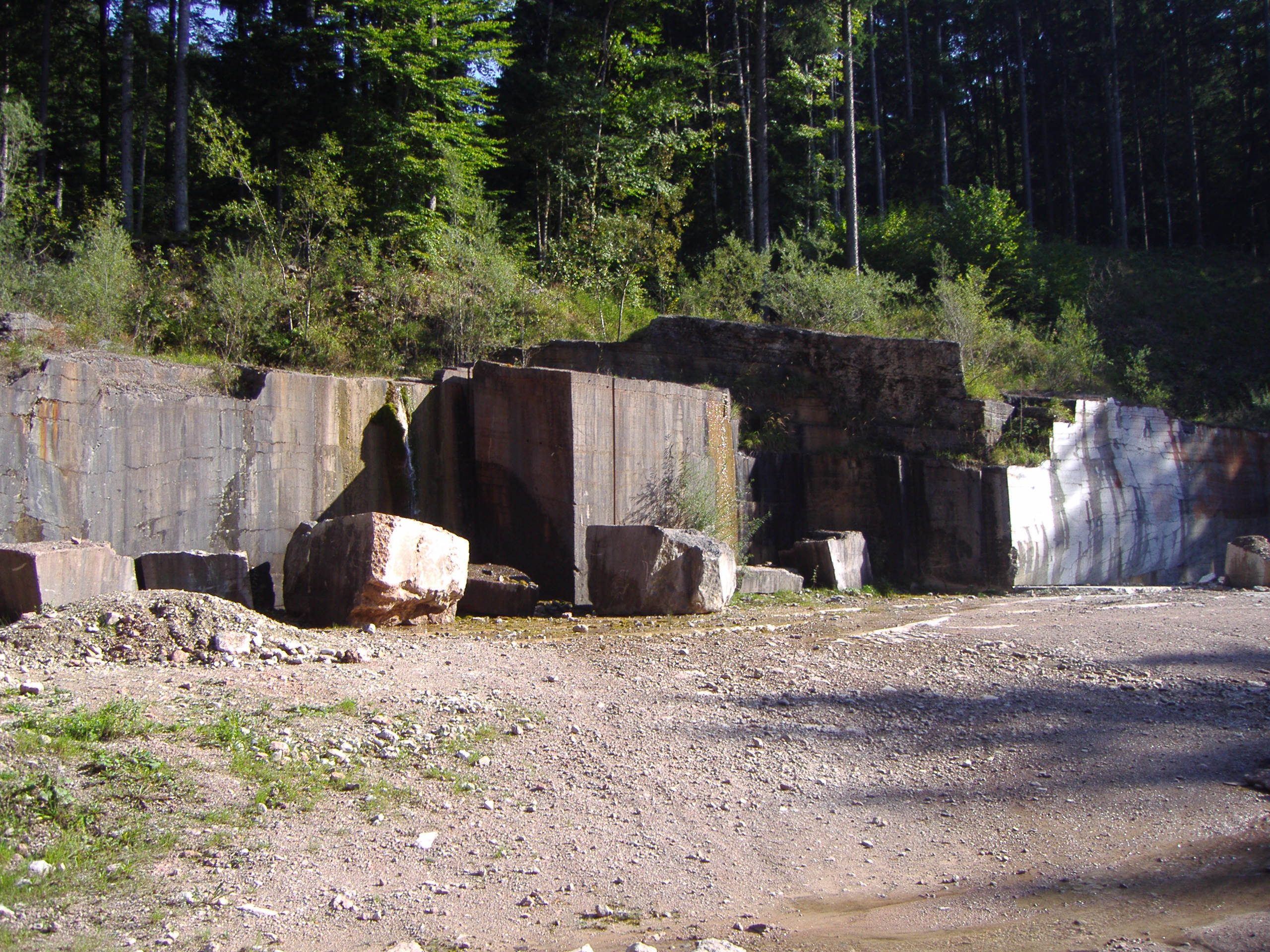
Der Rotgrau-Schnöllbruch in Adnet

Die Schnöll-Formation wurde erstmals im Jahr 1999 von Florian Böhm und Kollegen wissenschaftlich beschrieben. Arbeiten über die Formation lassen sich aber bis auf Franz Wähner ins Jahr 1903 zurückverfolgen, welcher sie noch als graue, blaßrötliche, bunte und rote Kalke beschrieben hatte.

## Vorkommen
Das Typusprofil der Schnöll-Formation befindet sich im Steinbruch Langmoos (Steinbruch XVII) in Adnet, in dem die vollständigste Abfolge aufgeschlossen ist. Weitere Aufschlüsse in Adnet sind die Steinbrüche XV, XVI, XXIX und XXXI. Neben den Vorkommen in Adnet erscheint die Formation auch in der umliegenden Osterhorngruppe.

## Stratigraphie
Die Schnöll-Formation ist die Untere der beiden Formationen der Adnet-Gruppe. Sie untergliedert sich in das Langmoos-Member im Liegenden und das Guggen-Member im Hangenden.
Die Formation liegt dem Oberrhätkalk und der Kendlbach-Formation des Hettangiums auf. Ihre Untergrenze stellt eine Diskordanz, die eine vorangegangene Abtragungsphase erkennen lässt. Es erfolgt sodann ein abrupter Fazieswechsel von grauen Grainstones und Packstones zu buntfarbenen, nadelreichen Wackestones und Mudstones. Das kondensierte Hangende zeigt Anklänge an die Fazies der Enzesfeld-Formation.
Die Schnöll-Formation wird von der Adnet-Formation des Sinemuriums überlagert (vertreten durch das Motzen-Member, das Lienbach-Member und den Hierlatzkalk). Ihre Obergrenze wird ebenfalls durch eine Diskordanz markiert – die so genannte Marmorea-Kruste oder Brandschicht. Diese von einer Eisen-Mangan-Haut überzogene Kruste enthält eine sehr reiche Ammonitenfauna, beherrscht von der namensverleihenden Schlotheimia marmorea.
Ein seitliches, beckenwärtiges Äquivalent der Formation dürfte im Norden und Osten der Typlokalität das obere Breitenberg-Member der Kendlbach-Formation sein (Übergang zum Langmoos-Member der Schnöll-Formation). Im Südwesten wird dieses Intervall in Richtung oberer Riffhang durch sehr kondensierte Kalke oder gar eine Schichtlücke repräsentiert. Hier situiert sich auch ein Übergang zum Hierlatzkalk. Ein weiterer seitlicher Übergang besteht auch zur Enzesfeld-Formation vermittels des oberen Guggen-Members (die Enzesfeld-Formation stellt eine Transgression auf das Oberrhätriff dar, welche jedoch weiter beckenwärts erfolgte).

## Lithologie

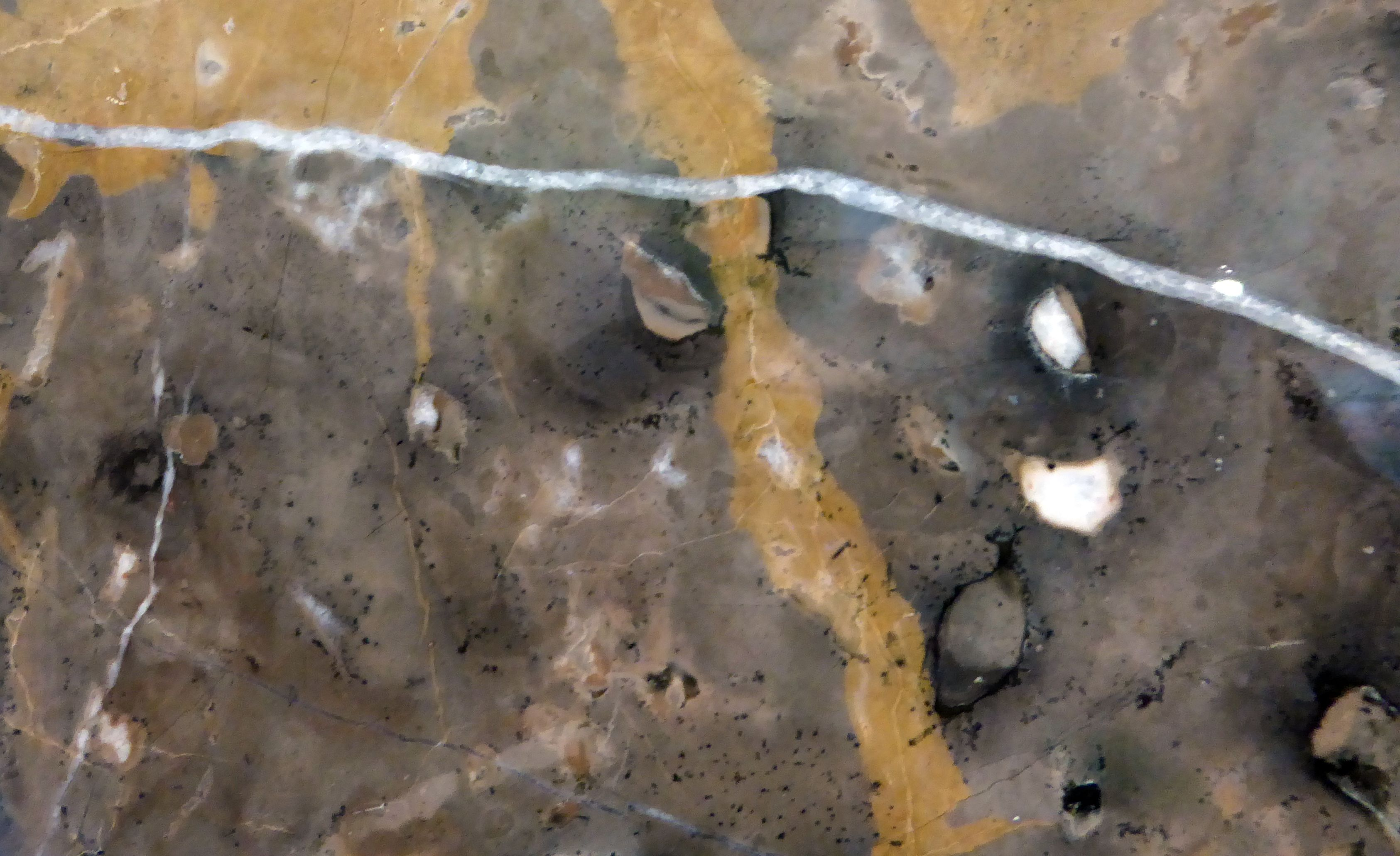
Adneter Langmoos-Marmor

Lithologisch baut sich die Schnöll-Formation aus dick- bis dünn-gebankten, grauen, gelben, violetten und roten biomikritischen Kalken auf.
Bemerkenswert sind Spaltenfüllungen (Englisch Neptunian dykes), die das Sediment durchziehen und bis auf den Kontakt mit der unterlagernden Kendlbach-Formation herabreichen. Sie bestehen aus dicht-gepacktem Echinodermen-Biosparit (bis hin zu Biomikrit) mit teilweise hohem Lihoklastenanteil oder aus feinkörnigem Siltstein. Ihre Entstehung war mehrphasig (zwei Ganggenerationen), wie interne Laminierungen zu erkennen geben, und erfolgte in halb lithifiziertem Zustand, da kontinuierliche Übergänge ins benachbarte Sediment zu beobachten sind. Die Mehrzahl der Spalten setzt sich aber dennoch eindeutig vom Nachbargestein ab, unterstrichen durch unter Drucklösung entstandene Stylolithen.

### Langmoos-Member
Bei dem basalen Langmoos-Member handelt es sich um dünn- bis dickbankige Mikrite, die sehr reichhaltig Kieselschwammnadeln führen. Kieselschwämme und Brachiopoden können nesterartige Ansammlungen bilden. Graue und beige Farbtöne im Liegenden werden hangendwärts durch rote, violette und graue Farben ersetzt. Der tiefrote Mittelabschnitt des Langmoos-Members kennzeichnet sich durch netzwerkartig angeordnete, gebleichte runde und röhrenförmige Stellen, die von Schwammnadeln und anderen Bioklasten ihren Ursprung nehmen können. Am Oberrand des Members sind dünnbankige, knollige, violettrote Mergelkalke zwischengeschaltet.

### Guggen-Member
Das nur sehr geringmächtige Guggen-Member baut sich aus dick- bis mittelbankigen, roten bis geblich-grauen Crinoidenkalken auf, welche als Wackestones und als Packstones ausgebildet sind und typischerweise ein hellgetüpfeltes, fleckiges Aussehen an den Tag legen. Auch im Guggen-Member sind Schwämme vorhanden, aber sie sind im Vergleich zum Langmoos-Member relativ unbedeutend. Zwischen die beiden Subformationen kann sich im Liegenden des Guggen-Members eine auffällige schwammreiche Lage als Übergangsfazies einschieben (so beispielsweise in Steinbruch XXXI zu beobachten).

### Mächtigkeiten
Die Mächtigkeit der Schnöll-Formationen ist starken Änderungen unterworfen. Maximal aufgeschlossen sind 12 Meter, es wird aber eine maximale Dicke von 14 Meter vermutet. Überdies kann sich die Formation in Taschen und Spalten des unterlagernden Oberrhätkalks einlagern.
Das Langmoos-Member erreicht eine Mächtigkeit von 10 Meter, die Dicke des Guggen-Members schwankt zwischen 1 und 3 Meter, auch 3,50 Meter sind im Steinbruch XVII bekannt geworden.

### Fazies

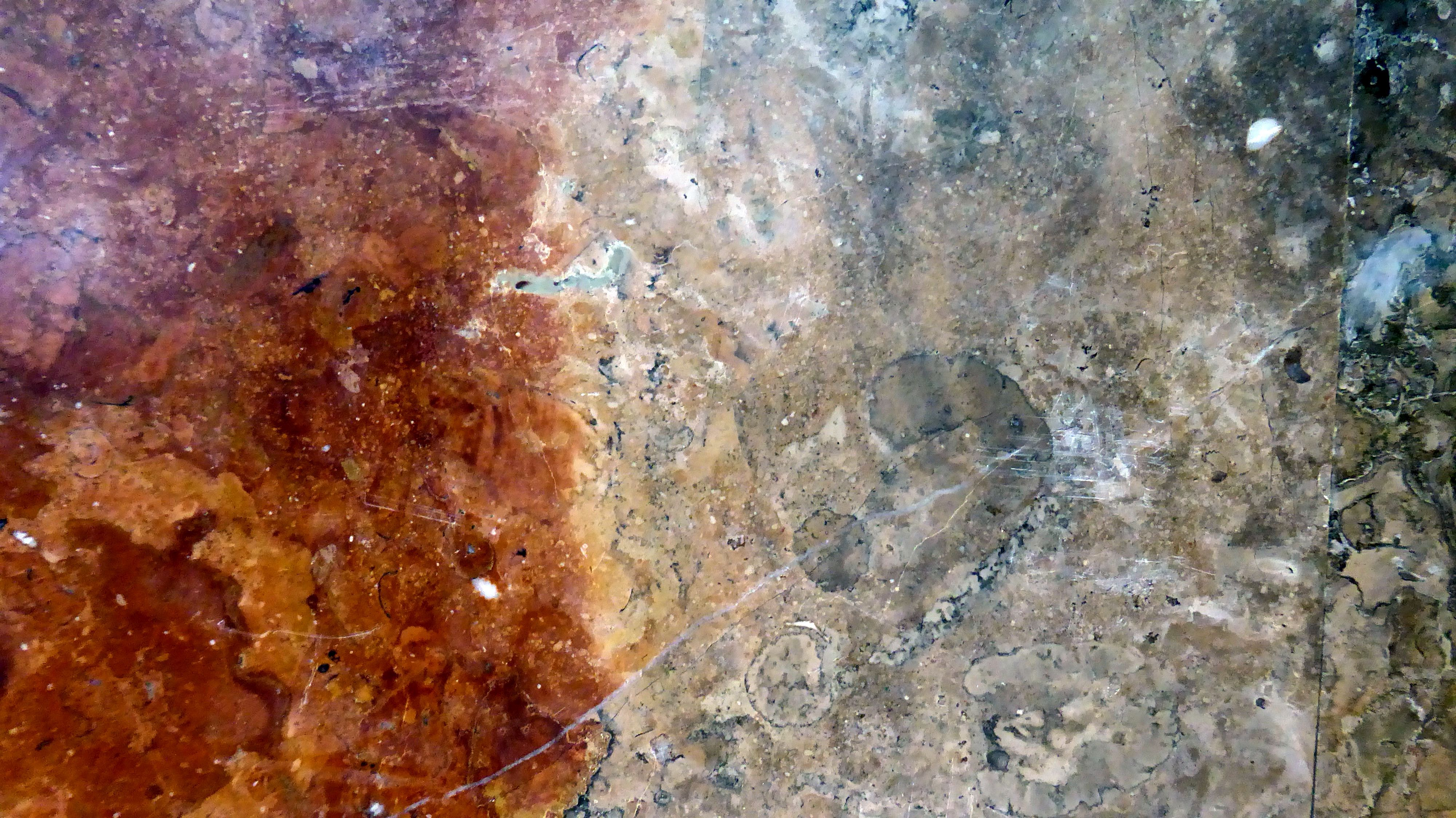
Rotgraue Schnöll-Formation, Adnet-Gruppe

Faziell am häufigsten vertreten in der Schnöll-Formation ist ein Echinodermen-Foraminiferen-Biomikrit, der als Wackestone oder Packstone ausgebildet ist. Er kann für die Schnöll-Formation charakteristische Cyano-Onkoide enthalten. Dieses Sediment besteht zu 10 bis 25 Prozent aus Echinodermen, 3 bis 10 Prozent Schwammmadeln, 3 bis 15 Prozent dickschaligen Ostrakoden und 5 bis 15 Prozent Muschelschalenfragmenten. Weitere Komponenten sind zirka 2,5 Prozent Gastropoden sowie die allgegenwärtigen Cyano-Onkoide. Dass das Sediment wiederaufgearbeitet wurde, kann an eckigen, bis zu 2 Millimeter großen Intraklasten erkannt werden. Bei den Foraminiferen, die eine Dichte von 15 bis 34 Individuen pro Quadratzentimeter erreichen, dominieren die Involutinidae über Lagenidae und Miliolidae. Die Cyano-Onkoide bauen sich aus massivem und nur selten auch aus lagigem Mikrit auf und werden mehrere Millimeter groß. Ihre Entstehung ist mit der Sediment agglutinierenden Tätigkeit von Cyanobakterien verknüpft.
Die Sedimentmatrix besteht aus einem rötlich-gelblichen bis grauen Mikrit bzw. Mikrosparit mit Stromatactis-Strukturen aus grobem Sparit. Gelegentlich werden Foraminiferen, Echinodermen und andere Biogene von Glaukonit verfüllt. Glaukonit reichert sich ebenfalls in der Nähe von Schwämmen an. Pyrit tritt fleckenweise angereichert oder fein im Sediment verteilt vor allem im Liegenden des Guggen-Members auf. Bioturbation ist in manchen Lagen recht häufig.
Weitere Endglieder im Faziesspektrum sind neben dem Echinodermen-Foraminiferen-Biomikrit
- ein Bivalven-Gastropoden-Biomikrit (Wackestone),
- ein Bivalven-Ostrakoden-Biomikrit (Wacke- bis Packstone),
- ein Cyano-Onkoiden-Biomikrit (Packstone) und
- ein Cyano-Onkoiden enthaltender Spiculit (Wackestone).

Der Bivalven-Gastropoden-Biomikrit besteht zwischen 15 und 20 Prozent aus Schalenbruchstücken von Muscheln, Gastropoden und Echinodermen. Die Foraminiferenfauna ist dünn gesät. Die Bioklasten sind von einer Haut aus Eisen/Manganoxiden oder gelbbraunen Phosphaten überzogen. In dieser Fazies erscheinen keine Cyano-Onkoide.
Der Bivalven-Ostrakoden-Biomikrit ist ein rot-weiß-gesprenkeltes Sediment, das zwischen 20 und 30 Prozent dickschaligen Muschelschill enthält, bis zu 10 Prozent Ostrakoden, zwischen 10 und 15 Prozent Schwammnadeln und auch Gastropoden. Rotbraune Cyano-Onkoide und Lithoklasten machen zusammen 5 bis 7 Prozent aus.
Beim Cyano-Onkoiden-Biomikrit sind die Cyano-Onkoiden in manchen Lagen bis auf 50 Prozent angereichert. Die Komponenten werden von einem grauen Mikrit oder Mikrosparit umhüllt. Echinodermenfragmente erreichen bis zu 10 Prozent, sind aber dennoch seltener als im Bivalven-Gastropoden-Biomikrit. Die vagile Foraminiferenfauna kann eine Dichte von 13 Individuen pro Quadratzentimeter erreichen.  Die Faunenzusammensetzung gleicht der des Bivalven-Ostrakoden-Biomikrits.
Beim Spikulit schließlich sind die hauptsächlichen Bioklasten Nadeln hexactinellider Schwämme, die zwischen 20 und 40 Prozent beanspruchen. Echinodermen mit 5 Prozent, Cyano-Onkoide mit 1 bis maximal 5 Prozent, seltene Foraminiferen und untergeordnet Reste von Gastropoden und Bivalven runden das Spektrum ab. Die Matrix liegt oft bioturbat vor und bildet einen verkieselten, dunkelgrauen Peloiden-führenden bis reinen Mikrit. Manchmal sind die Nadeln entweder vollständig von Pyrit ersetzt oder es werden die Achsenkanäle impregniert. Bei diesem Mikrofaziestyp sind die Nadeln wesentlich unregelmäßiger verteilt und sind aufgrund der trennenden und umverteilenden Strömungsarbeit lagig angeordnet, wohingegen die Schwammreste, die sich durch ein kubisch-symmetrisches Nadelnetzwerk auszeichnen, eine gehäufte Verteilung aufweisen.

### Interpretation
Das basale Langmoos-Member der Schnöll-Formation (frühes Hettangium bis mittleres Hettangium) verweist auf das Ablagerungsmilieu unterer Abhang bis Becken. Mittels der Erosionsdiskordanz und der folgenden Onlap-Sedimentation am Abhang kann es sequenzstratigraphisch als später Tiefstand- bzw. Transgressions-Systemtrakt interpretiert werden. Schlecht durchlüftete und gleichzeitig nährstoffreiche Umweltbedingungen sind möglicherweise für die Vorherrschaft von Schwämmen und die Farbumschwünge von Rot auf Gelbgrau verantwortlich. Die zeitgleichen Sedimente der Kendlbach-Formation scheinen dies ebenfalls zu bekräftigen. Mit dem stagnierenden Meeresspiegel des folgenden Hochstands verbesserte sich die Sauerstoffzufuhr des Tiefenwassers und die Kieselschwammassoziation wurde durch Crinoidenmatten des Guggen-Members (oberes Hettangium) ersetzt. Das Ende der Schnöll-Formation ging einher mit stetem Absinken bei gleichzeitig steigenden Strömungsgeschwindigkeiten. Die abschließende eisen/manganreiche Marmorea-Kruste – entstanden in einem längeren Zeitraum wiederholter untermeerischer Erosion und Sedimentationsstops – wurde eventuell durch Hydrothermalaktivitäten ausgelöst.

## Geochemie

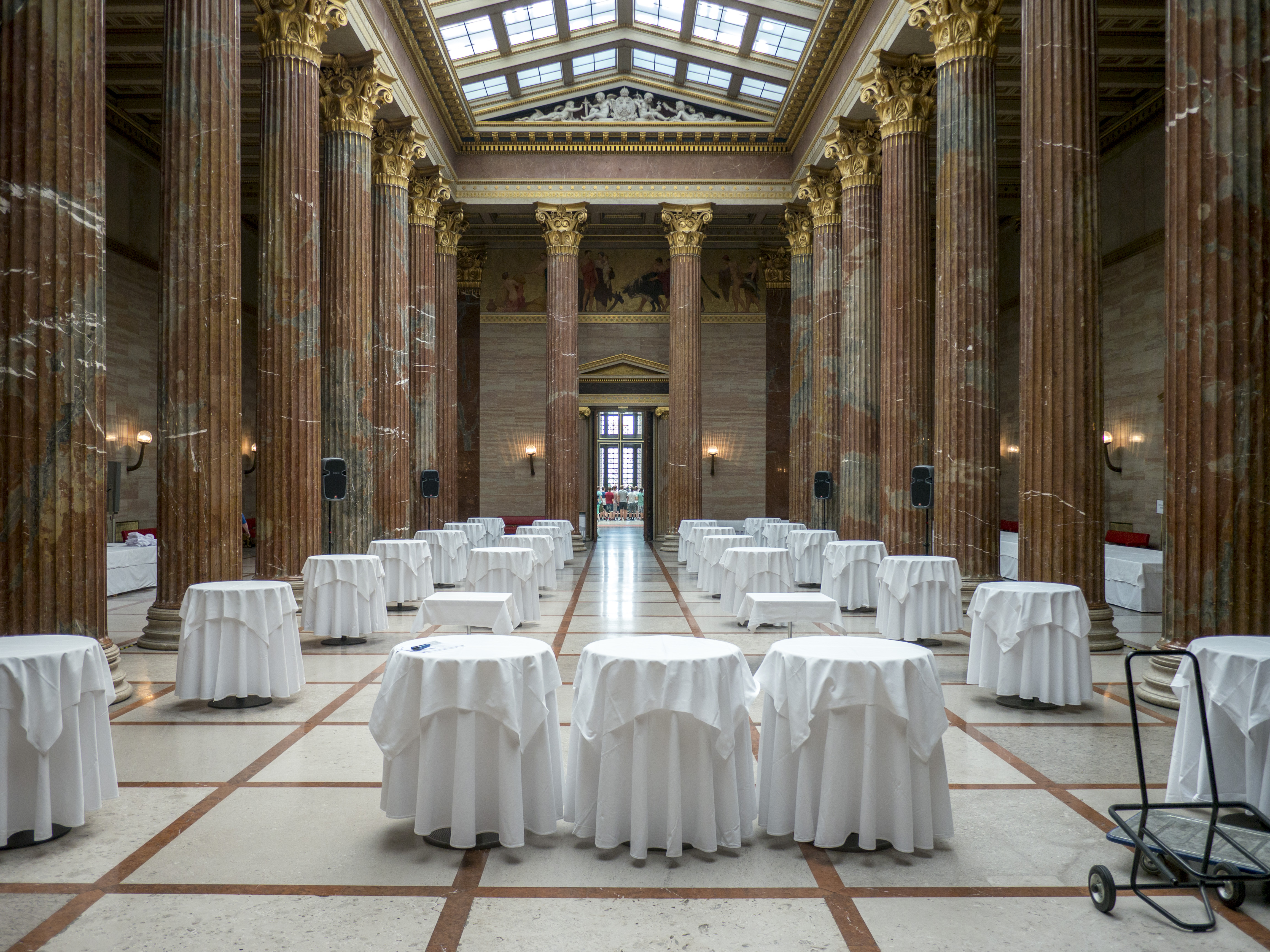
Peristyl des Parlamentsgebäudes in Wien mit Säulen aus Schnöll-Marmor

Die stabilen Isotope von δ13C und δ18O lassen innerhalb der Schnöll-Formation eine spätdiagenetische Überprägung der innerhalb der Rotsedimente eingeschalteten grauen Lagen erkennen. Die Rotsedimente selbst weisen jedoch nur eine geringfügige Änderung in ihrer Isotopenzusammensetzung auf. Die relativ hohen Sauerstoffisotopenwerte der Schnöll-Formation stehen im Einklang mit den Umweltbedingungen eines kühleren Tiefenwassers – wahrscheinlich noch unterhalb der Pyknokline, wie eine mikrofazielle Analyse zu erkennen gibt.
Eine recht deutlich negative Sauerstoffisotopenexkursion unterhalb der Marmorea-Kruste kann nicht durch meteorische Diagenesebedingungen erklärt werden. Vielmehr verweist sie auf eine spätdiagenetische, von der pyritisierten Kruste ausgehende Rekristallisation. Die Marmorea-Kruste hat eine sehr spezifische geochemische Zusammensetzung mit einem sehr hohen Eisen-, aber nur sehr niedrigen Spurenelementgehalt. Eine mögliche Erklärung hierfür bietet die Imprägnation mit hydrothermalen Flüssigkeiten oder in ein halbgeschlossenes Becken einströmende kontinentale Lösungen.

### δ13C
Die δ13C-Werte der Schnöll-Formation variieren insgesamt zwischen 1,86 und 2,48 ‰ (PDB) und sind daher kompatibel mit Bildung und Diagenese von Mikrit in normalem Meerwasser. Das Langmoos-Member zeigt eine größere Variationsbreite als das Guggen-Member, was sich durch seine Aufspaltung in Rot- und Graufazies erklärt. Die Graufazies zeigt wesentlich niedrigere Werte um 2,1 ± 0,1 ‰, wohingegen die Rotfazies bei 2,4 ± 0,1 ‰ zu liegen kommt. Da das Guggen-Member vorwiegend aus Graufazies besteht, hat es auch nur Werte zwischen 1,91 und 2,14 ‰. Die Marmorea-Kruste liegt mit 2,30 ‰ erneut signifikant höher. Die leichteren Werte der Graufazies lassen sich durch eine spätdiagenetische Überprägung eines primär homogenen Kohlenstoffisotopenverhältnisses erklären.

### δ18O
Die δ18O-Werte trennen das Guggen-Member deutlich vom Langmoos-Member. So zeigt das Guggen-Member eine stark negative Isotopenexkursion kurz unterhalb der Marmorea-Kruste bis hin zu - 4,90 ‰ (PDB), wobei die Hauptmasse der Werte jedoch zwischen - 1,52 ‰ und - 1,19 schwankt. Die Werte des Langmoos-Members konzentrieren sich hingegen um - 0,83 bis - 0,20 ‰. Im Vergleich hierzu herrschen in der unterlagernden Kendlbach-Formation Werte von - 1,26 bis - 0,93 ‰ und in der überlagernden Adnet-Formation Werte von - 1,30 bis + 0,10 ‰. Insgesamt lässt sich somit eine Progression der Spitzenwerte von der Kendlbach-Formation zum Langmoos-Member und zur Adnet-Formation erkennen, welche vom Guggen-Member und insbesondere der negativen Exkursion kurz unterhalb der Marmorea-Kruste unterbrochen wird. Diese Progression wird mit einem generellen Absinken des Ablagerungsraumes in Verbindung gebracht, wobei das gegensätzliche Verhalten des Guggen-Members und insbesondere der Marmorea-Kruste bisher nur schwer zu verstehen ist.

## Fossilien

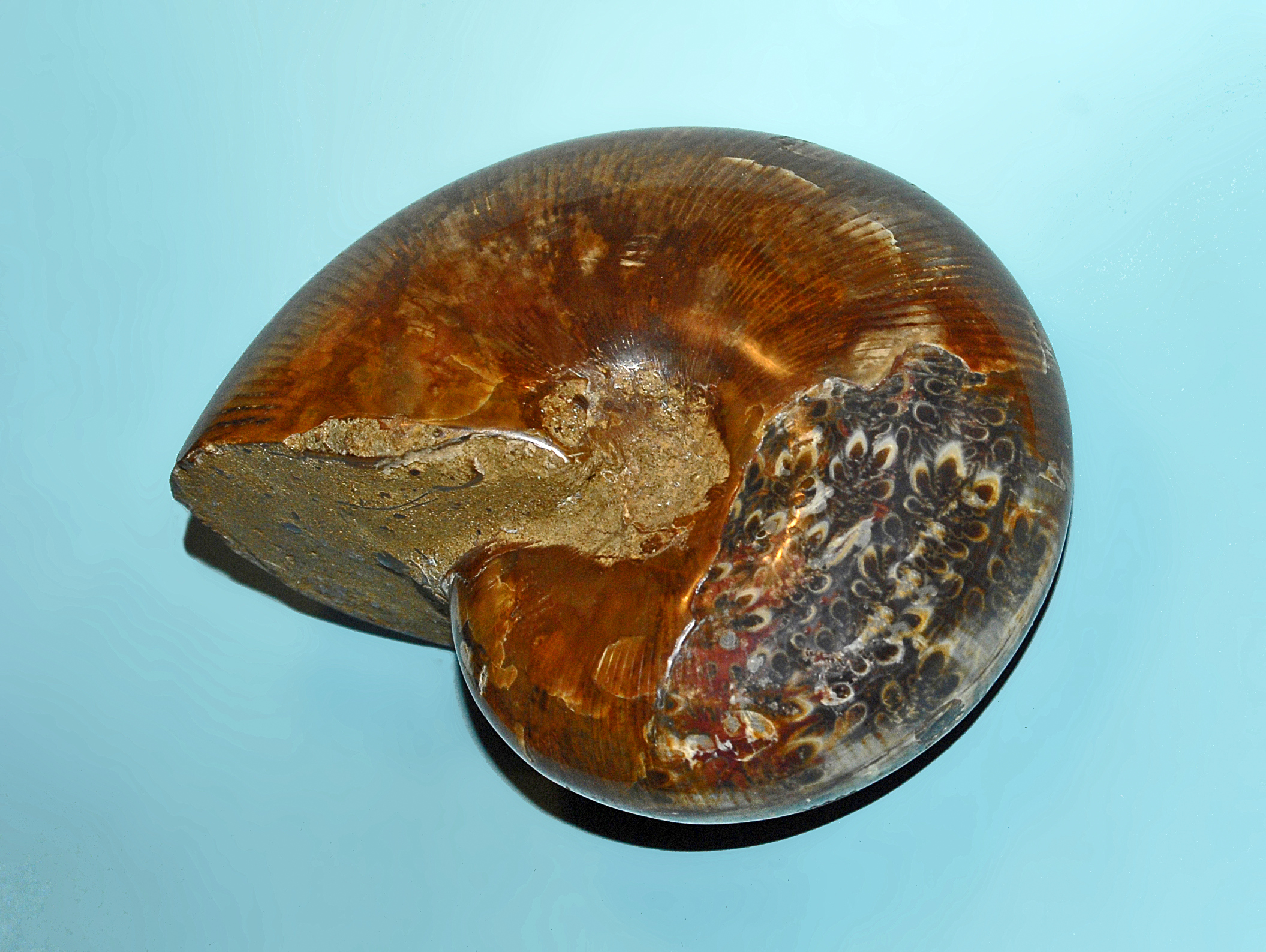
Der Ammonit Phylloceras sp.

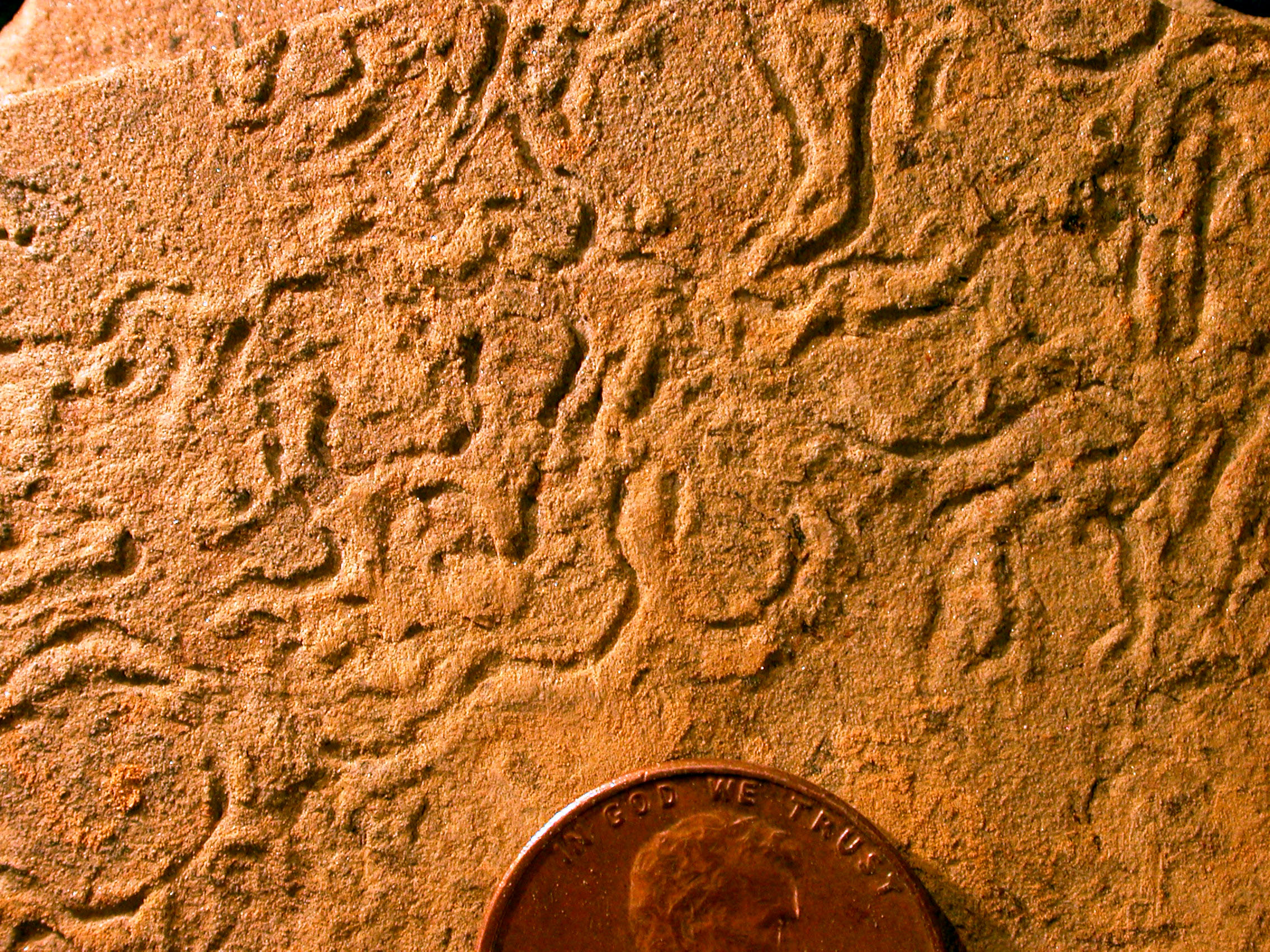
Das Ichnofossil Helminthopsis

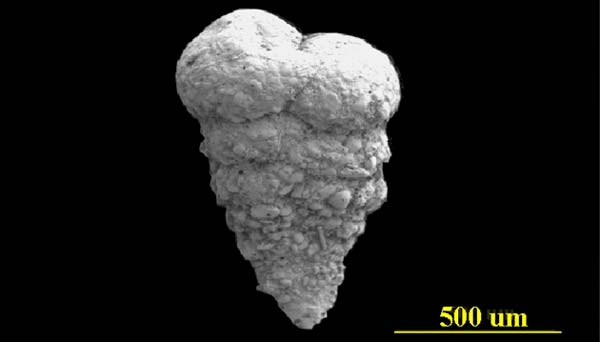
Die benthische Foraminifere Textularia

Neben Ammoniten erscheinen in der Schnöll-Formation Bivalven, Brachiopoden Echinodermen, Foraminiferen, Gastropoden, Kieselschwämme und Ostrakoden. Seltene Funde sind Skleriten von Holothurien der Gattung Theelia, Serpuliden sowie die Grünalgenspore Globochaete alpina. Ichnofossilien manifestieren sich als Kriechspuren, Wohnbauten, Grabgänge und Bohrungen. Bekannt sind die Taxa Gordia und Helminthopsis.
Die Ammonitenfunde aus der Schnöll-Formation kommen überwiegend aus der Schwammlage oder aus der abschließenden Brandschicht. Anzuführen sind die Taxa Alsatites liasicus, Alsatites orthoptychus, Analytoceras articulatum, Angulaticeras marmoreum, Cenoceras schlumbergeri (ein Nautilidae), Ectocentrites petersi, Geyeroceras cylindricum, Kammerkarites calcimontanus, Kammerkarites euptychus, Kammerkarites kammerkarensis, Kammerkarites megastoma, Kammerkeroceras guidonii, Paracaloceras coregorense, Paracaloceras grunowi, Paracaloceras haueri, Paracaloceras subsalinarium, Parapsiloceras naumanni, Phylloceras psilomorphum, Psiloceras calliphyllum, Schlotheimia donar, Schlotheimia exoptycha, Togaticeras stella,  Vermiceras (Gyrophioceras) perspiratum und Zetoceras complanatum.
Die Schnöll-Formation enthält eine sehr reichhaltige Brachiopodenfauna, insbesondere in der Liasicus-Zone der Steinbrüche XVII und XXXI. Im Langmoos-Steinbruch überwiegen Rhynchonellidae, beispielsweise Cirpa latifrons, Prionorhynchia fraasi und Rhynchonella belemnitica. Weitere Taxa der Formation sind Calcirhynchia plicatissima, Cirpa planifrons, Cuneirhynchia retusifrons, Linguithyris beyrichi, Lobothyris andleri, Prionorhynchia greppini, Rhynchonella zugmayeri, Zeilleria mutabilis und Zeilleria stapia.
Die Foraminiferen werden repräsentiert durch die Taxa Ammobaculites zlambachensis, Ammodiscus incertus, Bullopora rostrata, Bullopora tuberculata, Coronipora austriaca, Glomospirella, Involutina liassica, Lagena, Licispirella bicarinata, Licispirella violae,  Lingulina, Nodophthalmidium, Ophthalmidium carinatum, Ophthalmidium martanum, Planiinvoluta carinata, Rossanella martinii, Semiinvoluta clari, Textularia, Trocholina turris, Trocholina umbo, Velleditsiella felicitaszae und Velleditsiella spinaferra.

## Alter
Die Schnöll-Formation wurde im Hettangium abgelagert und reicht von der oberen Planorbis-Zone des Ammoniten Psiloceras planorbis über die Megastoma-Zone des Psiloceras megastoma bis zur Marmorea-Zone der Schlotheimia marmorea. Sie umfasst in etwa den Zeitraum 200 bis 195 Millionen Jahre.